# Robert Summers
Pour les articles homonymes, voir Summers.
Robert Summers, né le 13 mai 2002 à Kimberley, est un joueur sud-africain de badminton.

## Carrière
Robert Summers est médaillé de bronze au Championnat d'Afrique de badminton par équipes mixtes 2021 à Kampala. Aux Championnats d'Afrique 2021 dans la même ville, il est médaillé de bronze en double hommes avec Jarred Elliott.
En 2022 à Kampala, il est médaillé de bronze aux Championnats d'Afrique par équipes.
En 2023 à Benoni, il est médaillé d'or en double hommes avec Jarred Elliott et médaillé de bronze en simple hommes aux Championnats d'Afrique individuels et médaillé de bronze au championnat d'Afrique par équipes mixtes. 
Il est médaillé de bronze en double hommes avec Jarred Elliott aux Jeux africains de 2023 à Accra.
Il remporte la médaille de bronze au Championnat d'Afrique de badminton par équipes mixtes 2025 à Douala.